# Балашов Віталій Юрійович
Віта́лій Ю́рійович Балашо́в (15 січня 1991, Одеса, Українська РСР, СРСР) — український футболіст, лівий вінгер казахстанського «Актобе». За час своєї кар'єри став срібним призером першої ліги чемпіонату України у сезоні 2010/11 років та фіналістом кубку України у сезоні 2012/13.

## Життєпис

### Клубна кар'єра

#### Перші роки
Віталій Балашов народився 15 січня 1991 року у місті Одеса. Футболом Віталій зайнявся ще у дитинстві, а у 12-річному візі почав виступати у чемпіонаті ДЮФЛ у складі овідіопольської дитячо-юнацької спортивної школи. В Овідіополі першим тренером юнака став тренер А. Г. Владимиров. Провівши в овідіопольській школі ще два роки, Віталій повернувся в Одесу, де продовжив виступати у чемпіонаті ДЮФЛ, але вже у складі СДЮШОР «Чорноморець» ім. А. Ф. Зубрицького, а тренером молодого футболіста став Георгій Бурсаков. Граючи у дитячому чемпіонаті, Віталій неодноразово виступав у за дублюючу команду «моряків» і, якщо у перші два сезони своїх виступів Балашов відіграв усього 11 матчів, забивши при цьому тільки один гол, то у сезоні 2008—2009 років Віталій відіграв 23 матчі, забивши 12 голів.

#### «Чорноморець»
Того ж сезону Балашов дебютував в основному складі клубу. 9 травня 2009 року Балашов вийшов на поле, замінивши на 46-й хвилині Євгена Луценко, проти дніпропетровського «Дніпра» та відіграв до кінця зустрічі. Одесити програли того дня з рахунком 4:1. Свій перший гол Віталій у складі «чорно-синіх» забив 22 серпня 2009 року на 81-й хвилині у матчі проти криворізького «Кривбасу», зробивши таким чином рахунок 3:2 на користь одеситів. Окрім того, Балашов ще був причетний і до інших двох голів, віддавши дві результативні передачі: спочатку Анатолію Діденку на 22 хвилині, а потім на 54-й Павлу Ребенку. За результатами сезону 2009/10 одеський клуб посів 15-те місце, що означало виліт до першої ліги. Після зміни декількох тренерських складів головним тренером «Чорноморця» було призначено Романа Григорчука, під керівництвом якого клуб за результатами сезону 2010/11 повернувся до вищого дивізіону, посівши друге місце у першій лізі. По закінченню наступного сезону 2011/12 Балашов разом із клубом посіли дев'яте місце у турнірній таблиці, що дозволило закріпитися у вищому дивізіоні ще на рік. Наступного сезону до клубу приєдналося чимало висококваліфікованих футболістів, що змогли підвищити рівень гри команди. На позиції нападника, де грав Віталій, з'явилася чимала конкуренція. І, якщо основними претендентами на позицію центрфорварда були лише Лучіан Бурдужан та Анатолій Діденко, то на флангах зазвичай виступали, окрім Балашова, Сіто Рієра, Франк Джа Джедже, Еліс Бакай та Лео Матос. Тому, якщо у першій лізі Віталій відіграв 30 матчів за основний склад, то у Прем'єр-лізі спочатку 17, а наступного сезону 2012/13 тільки 15. Команда того року спромоглася дійти до фіналу кубку України, у якому зустрілася з чинним чемпіоном країни донецьким «Шахтарем» і програла з рахунком 3:1. Віталій у фіналі не зіграв. За цей час Балашов відіграв за основний склад «Чорноморця» 89 матчів, де забив 10 голів, а також 61 матч за молодіжний та дублюючий склади, де забив 20 голів, окрім того, Балашов зіграв один матч за фарм-клуб «Чорноморець-2».

#### «Говерла»
4 липня 2013 року було оголошено про перехід гравця в ужгородську «Говерлу», яку на той час тренував В'ячеслав Грозний, на правах оренди до кінця червня 2014 року, . Свій перший матч у складі закарпатців Віталій провів 14 липня того ж року проти донецького «Шахтаря». «Говерла» тоді програла з рахунком 2:0, а Балашов відігравши перший тайм був замінений на 46-й хвилині Віталієм Буяльським. Свій перший гол одеський футболіст забив 20 липня у ворота київського «Динамо». Цей матч Говерла програла з рахунком 2:1.

#### Повернення до Одеси
По завершенні сезону 2013/14 Віталій повернувся до одеського клубу.

#### «Вісла»
Наприкінці січня 2016 року став гравцем краківської «Вісли», підписавши контракт на 1 рік з можливістю продовження. 29 червня того ж року залишив клуб за обопільною згодою.

#### Статистика виступів
| Клуб | Ліга              | Сезон             | Чемпіонат | Чемпіонат | Чемпіонат | Кубок | Кубок | Кубок | Інші змагання | Інші змагання | Інші змагання | Інші змагання | Всього | Всього | Всього |
| Клуб | Ліга              | Сезон             | Ігри      | Голи      | ГП        | Ігри  | Голи  | ГП    | Назва         | Ігри          | Голи          | ГП            | Ігри   | Голи   | ГП     |
| --- | ----------------- | ----------------- | --------- | --------- | --------- | ----- | ----- | ----- | ------------- | ------------- | ------------- | ------------- | ------ | ------ | ------ |
| «Чорноморець» О | ПЛ                | 14-15             | 1         | 2         | 0         | 0     | 0     | 0     | —             | —             | —             | —             | 1      | 2      | 0      |
| «Чорноморець» О | Всього            | Всього            | 1         | 2         | 0         | 0     | 0     | 0     |               | —             | —             | —             | 1      | 2      | 0      |
| «Говерла» | ПЛ                | 13-14             | 10        | 1         | 1         | 1     | 0     | 0     | ПД            | 1             | 0             | ?             | 11     | 1      | 1      |
| «Говерла» | Всього            | Всього            | 10        | 1         | 1         | 1     | 0     | 0     |               | 1             | 0             | ?             | 11     | 1      | 1      |
| «Чорноморець» О | ПЛ                | 12-13             | 13        | 0         | 1         | 2     | 0     | 0     | ПД            | 9             | 3             | ?             | 24     | 3      | 1      |
| «Чорноморець» О | ПЛ                | 11-12             | 15        | 4         | 1         | 2     | 0     | 0     | МП            | 11            | 0             | ?             | 28     | 4      | 1      |
| «Чорноморець» О | Всього            | Всього            | 28        | 4         | 2         | 4     | 0     | 0     |               | 20            | 3             | ?             | 52     | 7      | 2      |
| «Чорноморець-2» О | 2Л                | 10-11             | 1         | 0         | ?         | —     | —     | —     | —             | —             | —             | —             | 1      | 0      | ?      |
| «Чорноморець-2» О | Всього            | Всього            | 1         | 0         | ?         | —     | —     | —     |               | —             | —             | —             | 1      | 0      | ?      |
| «Чорноморець» О | 1Л                | 10-11             | 29        | 2         | 5         | 1     | 0     | 0     | —             | —             | —             | —             | 30     | 2      | 5      |
| «Чорноморець» О | ПЛ                | 09-10             | 24        | 4         | 3         | 1     | 0     | 0     | ПД            | 7             | 4             | ?             | 32     | 8      | 3      |
| «Чорноморець» О | ПЛ                | 08-09             | 2         | 0         | 0         | 0     | 0     | 0     | ПД            | 23            | 12            | ?             | 25     | 12     | ?      |
| «Чорноморець» О | ВЛ                | 07-08             | 0         | 0         | 0         | 0     | 0     | 0     | ПД            | 6             | 1             | ?             | 6      | 1      | ?      |
| «Чорноморець» О | ВЛ                | 06-07             | 0         | 0         | 0         | 0     | 0     | 0     | ПД            | 5             | 0             | ?             | 5      | 0      | ?      |
| «Чорноморець» О | Всього            | Всього            | 56        | 6         | 8         | 2     | 0     | 0     |               | 41            | 17            | ?             | 58     | 23     | 8      |
| Всього за кар'єру | Всього за кар'єру | Всього за кар'єру | 95        | 13        | 11        | 7     | 0     | ?     |               | 62            | 20            | ?             | 123    | 33     | 11     |
| ВЛ — вища ліга; ПД — першість дублерів; ПЛ — Прем'єр-ліга; 1Л — перша ліга; 2Л — друга ліга; МП — молодіжна першість. |                   |                   |           |           |           |       |       |       |               |               |               |               |        |        |        |
| Останнє оновлення 27 липня 2014                                                                                       |                   |                   |           |           |           |       |       |       |               |               |               |               |        |        |        |

### Збірна
Віталій у різні роки виступав у складі різних юнацьких збірних України: U-16, U-17, U-18, а також молодіжної збірної.

## Досягнення

### Командні
«Чорноморець» Одеса:
- Срібний призер першої ліги чемпіонату України: 2010/11.
- Фіналіст кубку України: 2012/13.

### Індивідуальні
- Найкращий бомбардир сезону ФК «Чорноморець» Одеса: 2009/10 (4 м'ячі).